# Менюк Станіслав Петрович
Станісла́в Петро́вич Меню́к (нар.9 лютого 1991, Гайсин, Гайсинський район, Вінницька область, УРСР, СРСР — пом.27 липня 2014, Лутугине, Лутугинський район, Луганська область, Україна) — український військовий, вояк 24-го окремого штурмового батальйону «Айдар» МО України. Загинув у ході війни на сході України в боях за місто Лутугине. Кавалер ордена «За мужність» ІІІ ступеня.

## Життєпис
Станіслав Менюк народився 9 лютого 1991 року в місті Гайсин. Навчався Станіслав Менюк у НВК: СЗШ I—III ступенів-гімназії м. Гайсин (колишня СЗШ № 1), у 2007 році закінчив 9 класів і вступив до Гайсинського медичного училища, яке в 2011 році успішно закінчив, здобув спеціальність фельдшера.
Активний учасник Майдану, в липні 2014 року добровольцем пішов служити в добровольчий батальйон «Айдар» санінструктором. Під час проходження медкомісії він підробив знімок, аби лікарі не побачили його грижі. Виніс з поля бою багатьох поранених.
Чемпіон Вінницької області з армрестлінгу 2013 року. Виступав за армрестлінг клуб «Спартак» Вінниця. Організував перший відкритий турнір з армрестлінгу в м. Гайсин у 2012 році.

## Обставини смерті
Станіслав Менюк помер 27 липня 2014 року під час бойових дій батальйону «Айдар» біля населених пунктів Лутугине, Успенка, Георгіївка, Лутугинського району, Луганської областї. Тоді ж полягли айдарівці підполковник Сергій Коврига, старший лейтенант Ігор Римар, старший прапорщик Сергій Шостак, сержант Микола Личак, старший солдат Іван Куліш, солдати Іолчу Алієв, Віталій Бойко, Ілля Василаш, Михайло Вербовий, Олександр Давидчук, Орест Квач.

## Нагороди
За особисту мужність і героїзм, виявлені у захисті державного суверенітету та територіальної цілісності України, вірність військовій присязі під час російсько-української війни, нагороджений орденом «За мужність» III ступеня (4.6.2015, посмертно).

## Вшанування пам'яті
14 жовтня 2014 року в Гайсині на будівлі гімназії відкрили меморіальну дошку Станіславу Менюку.